# Oni vstretilis' v puti
Oni vstretilis' v puti (Они встретились в пути) è un film del 1957 diretto da Tat'jana Nikolaevna Lukaševič.